# UZ Leuven
L'Universitair Ziekenhuis Leuven, souvent abrégée en UZ Leuven, est un hôpital universitaire situé à Louvain, en Belgique, associé à l'université KU Leuven.
Depuis 2016, il se compose de cinq campus, Gasthuisberg, Lubbeek, Pellenberg, Sint-Pieter et Sint-Rafaël,.
L'hôpital compte 1 995 lits et plus de 9 000 employés.

## Campus

### Campus Gasthuisberg
Le nom Gasthuisberg est devenu synonyme d'UZ Leuven. C'est le plus grand et le plus connu de tous les campus. Il abrite de nombreuses installations de l'université parmi lesquelles des laboratoires de recherche, des auditoriums de la faculté de médecine et de la faculté des sciences pharmaceutiques, un centre de formation aux procédures manuelles, une bibliothèque et un restaurant étudiant. Outre la KU Leuven, l'UCLL (University Colleges Leuven Limburg) dispose également d'installations d'enseignement sur le campus de Gasthuisberg où sont enseignés les soins infirmiers, la dentisterie, la sage-femmerie et d'autres domaines.
Toujours en expansion, ce campus est connu pour être en construction quasi permanente depuis le début de sa construction au début des années 1970.

### Campus Lubbeek
Situé à Lubbeek, à environ 11 km du centre-ville, il est le plus éloigné de la ville de tous les campus.

### Campus Pellenberg
Le campus Pellenberg est situé dans le quartier de Pellenberg, à environ 8 km du centre-ville de Louvain. Il est situé dans une zone plus rurale et est surtout connu pour être une clinique de revalidation.
À partir de 2017, l'UZ Leuven déménage plusieurs services du campus Pellenberg vers le campus principal, Gasthuisberg.

### Campus Sint-Pieter
Datant de l'an 1080, Sint-Pieter (Saint-Pierre) est le plus ancien campus. Il est situé dans le centre-ville.
En 2019, toutes les opérations de ce campus ont été interrompues alors que le déménagement vers le campus de Gasthuisberg était terminé. La démolition des bâtiments commence en 2020.

### Campus Sint-Rafaël
Sint-Rafaël (Saint-Raphaël) est situé à côté du campus Sint-Pieter dans le centre-ville de Louvain. Il y a des auditoriums et des laboratoires plus anciens qui sont encore utilisés. Les dissections humaines de la faculté de médecine avaient lieu ici. En 2020, un nouveau centre d'enseignement de la dissection humaine a ouvert ses portes au Campus Gasthuisberg. Étant donné que la plupart des opérations cliniques et éducatives ont maintenant déménagé sur le campus Gasthuisberg, le campus Sint Rafael est en partie déconstruit.

## Histoire
- 1080 : le Sint-Pietersziekenhuis (Hôpital Saint-Pierre) est construit.
- 1426 : les cours de médecine de l'ancienne université de Louvain sont dispensés à l'hôpital Saint-Pierre.
- 1836 : la ville de Louvain et la nouvelle Université catholique de Louvain décident de construire un nouvel hôpital Saint-Pierre.
- 1928 : l'Université catholique de Louvain construit le campus Saint-Raphaël. C'est le début officiel du propre hôpital universitaire de l'université.
- 1945 : partiellement détruit après la Seconde Guerre mondiale, un nouvel hôpital est construit.
- 1958 : le sanatorium Sainte Barbe de Pellenberg, pour le traitement de la tuberculose, est rattaché à l'hôpital universitaire de l'Université catholique.
- 1970 : après la scission de l'université en une partie francophone et une partie néerlandophone, l'UZ Leuven dans sa structure actuelle est fondée, abritant la nouvelle faculté de médecine néerlandophone autonome. Début de la construction d'un nouveau campus et hôpital universitaire à Bruxelles pour le personnel et le corps professoral francophones de l'Université catholique de Louvain.
- 1971 : un site juste à l'extérieur de la ville, connu sous le nom de Gasthuisberg, s'avère être l'emplacement idéal pour un nouveau campus pour l'hôpital universitaire.
- 1975 : la phase I du nouveau projet, un service de pédiatrie, est maintenant en service.
- 1971 : la Katholieke Universiteit te Leuven reprend toutes les infrastructures de Louvain, et le personnel et les professeurs francophones quittent la ville pour s'installer sur le campus nouvellement construit de l'UCLouvain Bruxelles Woluwe à Bruxelles, où sont inaugurées les Cliniques universitaires Saint-Luc.
- 1980 : la phase II ajoute de la capacité et un service d'urgence, de gynécologie, de maternité, de médecine interne et de chirurgie.
- 1989 : début de la phase III. Certains départements de Pellenberg et Sint-Rafaël sont déplacés vers Gasthuisberg. Le Centrum voor Menselijke Erfelijkheid (CME, centre de génétique humaine) est désormais hébergé à Gasthuisberg avec d'autres laboratoires.
- 2001 : un projet de phase IV devrait déplacer les départements restants de Sint-Pieter à Gasthuisberg.
- 2010 : la Banque européenne d'investissement accorde 325 millions d'euros pour le développement du campus des sciences de la santé Gasthuisberg - Les soins de santé, l'innovation et l'éducation ne sont pas seulement physiquement combinés, mais également liés au niveau du campus[4].